# 箭苞滨藜
箭苞滨藜（学名：Atriplex dimorphostegia var. sagittiformis）为藜科滨藜属下的一个变种。

## 扩展阅读
- 維基物種上的相關：箭苞滨藜